# Ingrid Bisu
Ingrid Bisu (ur. 15 września 1987 w Bukareszcie) – rumuńsko-niemiecka aktorka, która wystąpiła w filmie Toni Erdmann.

## Filmografia

### Filmy
| Rok  | Tytuł                              | Rola                    | Uwagi                |
| ---- | ---------------------------------- | ----------------------- | -------------------- |
| 2005 | BloodRayne                         | dziewczyna              |                      |
| 2007 | La Nic                             | Cristina                | krótkometr.          |
| 2009 | Slaughter                          | Girl in Coffin          |                      |
| 2009 | Tales from the Golden Age          | Viviana                 |                      |
| 2009 | Ho Ho Ho                           | Muscle man's girlfriend |                      |
| 2010 | Portretul luptãtorului la tinerete | Matilda Jubleanu        |                      |
| 2010 | Eva                                | Eva's Friend #1         |                      |
| 2010 | What War May Bring                 | Amie2                   |                      |
| 2010 | Periferic                          | Selena                  |                      |
| 2013 | Roxanne                            | dziewczyna Victora      |                      |
| 2013 | Sunt o babã comunistã              | Coafeza                 |                      |
| 2013 | Teoria wszystkiego                 | koleżanka z pracy       | nieuwzgl. w napisach |
| 2013 | Dracula: The Dark Prince           | Minerva                 |                      |
| 2016 | Toni Erdmann                       | Anca                    |                      |
| 2018 | Zakonnica                          | siostra Oana            |                      |
| 2021 | Obecność 3: Na rozkaz diabła       | Jessica                 |                      |
| 2021 | Wcielenie                          | CST Winnie              |                      |
| 2023 | Aquaman i Zaginione Królestwo      | kelnerka                |                      |

### Telewizja
| Rok       | Tytuł                        | Rola           | Uwagi                      |
| --------- | ---------------------------- | -------------- | -------------------------- |
| 2003      | Casatorie de proba           | Flori          |                            |
| 2004-2006 | La Bloc                      | Marilena       |                            |
| 2006      | O lume a durerii             | Alice          | film TV                    |
| 2008      | 17 - o poveste despre destin | Naomi          |                            |
| 2009      | Nimeni nu-i perfect          | Bianca         |                            |
| 2011      | Cafeaua de dimineata         | Host           | też scenariusz i reżyseria |
| 2013      | Super Yolo Show              | Brittany White | też scenariusz             |
| 2014      | Rãmâi cu mine                | Raluca         |                            |